# E. G. 마셜
E. G. 마셜(E. G. Marshall, 1914년 6월 18일 ~ 1998년 8월 24일)은 미국의 배우이다.

## 참여 작품
- 92번가 집
- 13 루 마드렌
- 콜 노스사이드 777
- 케인호의 반란
- 부러진 창
- 총각 파티 (1957년 영화)
- 12인의 성난 사람들 (1957년 영화)
- 여로 (1959년 영화)
- 강박충동
- 체이스 (1966년 영화)
- 파리는 불타고 있는가?
- 레마겐의 철교
- 도라 도라 도라
- 제6지대
- 인테리어 (영화)
- 슈퍼맨 2 - 대통령 역
- 크립쇼
- 파워 (1986년 영화)
- 크리스마스 대소동
- 네 이웃의 아내를 탐하지 마라 (1992년 영화)
- 시카고 메디컬
- 닉슨 (영화)
- 앱솔루트 파워
- 디펜더스 - 페이백
- 미스 에버스 보이스
- 디펜더스 2
- 슈퍼맨 2 - 리차드 도너 편집판 - 대통령 역